# Faro San Gregorio
El Faro San Gregorio es un faro no habitado de la Armada Argentina que se encuentra en la ubicación 45°01′00″S 65°38′00″O / -45.01667, -65.63333, en la bahía San Gregorio, aproximadamente a 150 kilómetros al noroeste de la ciudad de Comodoro Rivadavia, Departamento Florentino Ameghino, en la Provincia del Chubut, Patagonia Argentina.
El faro fue librado al servicio el día 17 de mayo de 1968, para reemplazar el faro de la Isla Leones. Se trata de una estructura cuadrángular de hormigón armado de 9 m de altura, con barandilla y plataforma superior donde se encuentra la garita con un equipo óptico giratorio. Cada cara de la torre presenta una "V" negra sobre fondo amarillo. Su alcance nominal es de 13,5 millas náuticas.
El nombre de la bahía donde se halla el faro le fue dado por el Capitán Joaquín Olivares y Centeno quien penetró en ella el 11 de marzo de 1746 y la recorrió hasta el día siguiente, el 12 de marzo, día de San Gregorio Magno. Joaquín de Olivares era el capital de la expedición en la que participaron también los jesuitas José Cardiel, Matías Strobel y José Quiroga para crear una reducción en la Patagonia.